# Свинолужка
Свинолужка  — річка в Україні, в межах Черняхівського і Коростишівського районів Житомирської області. Права притока Мики, яка впадає в Тетерів (басейн Дніпра).
Річка бере початок у заболоченій долині між селами Мала Горбаша і Троковичі. Тече спершу на південний схід, потім на схід і північний схід, перед впадінням до Мики повертає на північ і (частково) на північний захід. Гирло розташоване між селами Старосільці та Минійки.
Довжина Свинолужки 31,5 км, площа басейну 189 км². Річкова долина невиразна, завширшки до 2,5 км, завглибшки до 20 м. Заплава завширшки до 200 м, заболочена. Річище завширшки до 5 м, береги переважно низькі (у нижній течії правий берег значно вищий від лівого), порослі болотною рослинністю. Похил річки 1,8 м/км. Населені пункти вздовж берегової смуги: Городище, Руденька, Студениця, Більківці, Теснівка.
Свинолужка має численні малі притоки, які суттєво поповнюють її води. На річці споруджено кілька ставків.
В історичних документах перша письмова згадка про річку датована 1545 роком.